# PZL-130
Die PZL-130 Orlik (polnisch für Schreiadler) ist ein propellerturbinengetriebenes polnisches Schulflugzeug für Anfänger und Fortgeschrittene, das in den frühen 1980er-Jahren von Państwowe Zakłady Lotnicze (PZL) entwickelt wurde. Seit 2001 gehört PZL Warszawa-Okęcie zu EADS-CASA.

## Beschreibung
Die Entwicklungsarbeiten an der PZL-130 wurden im Jahr 1981 aufgenommen. Die Produktion von vier Flugzeugen, einer Bruchzelle für statische Belastungsprüfungen sowie dreier Prototypen für die Flugerprobung begann 1982. Das erste Musterexemplar mit dem Kennzeichen SP-PCA startete am 12. Oktober 1984 zum Erstflug. Die ersten beiden Vorserienflugzeuge gingen hingegen erst im Februar 1988 in die Luft. Der Grund für diese Verzögerung waren Lieferschwierigkeiten des sowjetischen Neunzylindermotors Wedenejew M-14PM, der eine Leistung von 330 PS erreichte. Als Konsequenz wurden andere Motoren in Erwägung gezogen; so wurde bei einer Vorserienmaschine der firmeneigene Kalisz K8-AA eingebaut, der sich aber aufgrund zu geringer Leistungswerte nicht bewährte. Auch die Verwendung eines Pratt & Whitney-Kolbenmotors war nicht erfolgreich. Nach weiteren Triebwerkstests erteilte die polnische Luftwaffe im Jahr 1991 einen Auftrag über 48 PZL-130TB, die mit dem vom tschechischen Unternehmen Walter Engines gelieferten Turboprop-Triebwerk M601E ausgestattet war. Die Auslieferung der ersten Orliks erfolgte 1992.
Weitere Versionen der PZL-130 Orlik mit westlichen Motoren wurden konstruiert, um Exportkunden zu gewinnen, was bis heute aber nicht gelang.
In der Version TC II wird die PZL-130 auch vom polnischen Kunstflugteam „Team Orlik“ geflogen.

## Varianten

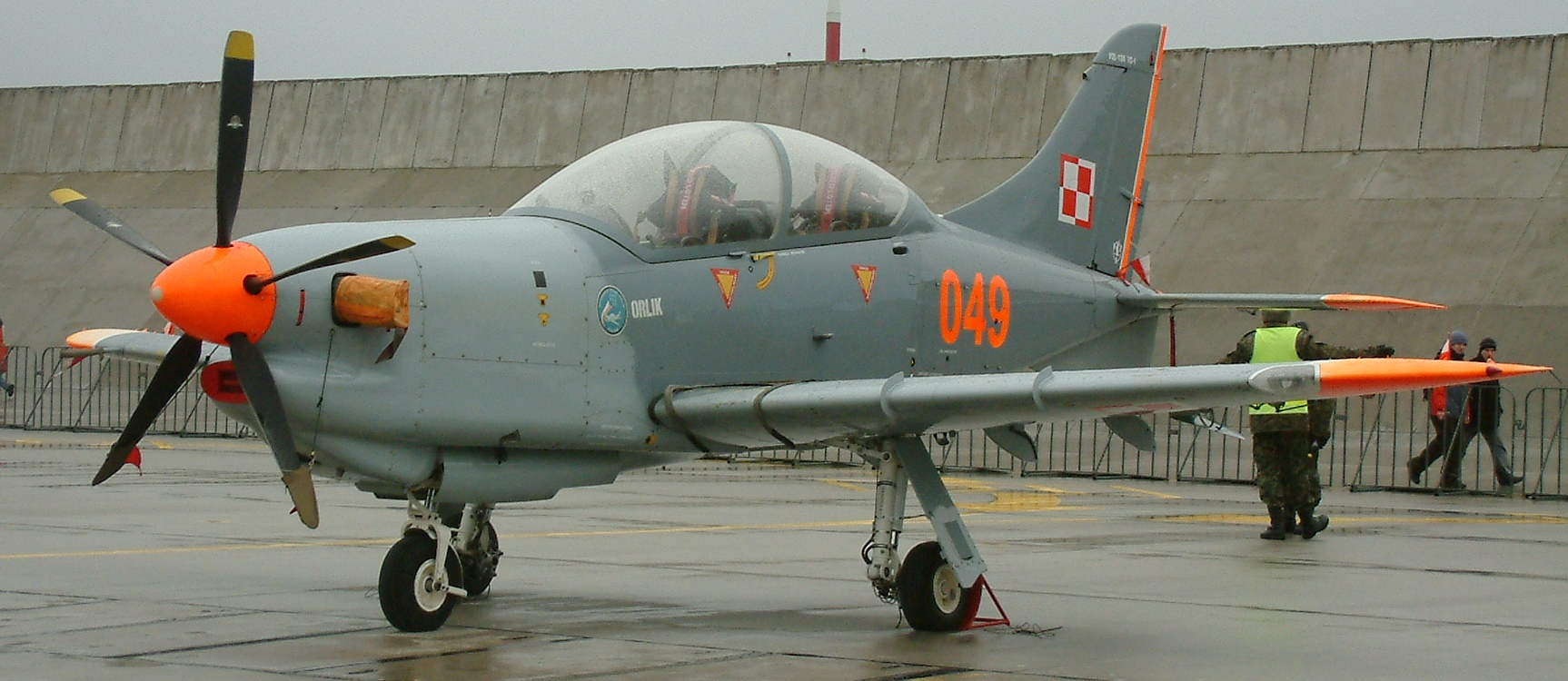
PZL-130TC-I Orlik der polnischen Luftwaffe

- PZL-130 Orlik: ursprüngliches Muster mit Wedenejew M14Pm-Motor
- PZL-130T Turbo Orlik: ausgestattet mit Pratt & Whitney Canada-PT6A-25P-Turbopropmotor
- PZL-130TM Orlik: ausgestattet mit M601E-Turbopropmotor
- PZL-130TB Orlik: ausgestattet mit M601T-Turbopropmotor
- PZL-130TC I Orlik: ausgestattet mit Schleudersitzen von Martin-Baker und modernerer Avionik
- PZL-130TC II Orlik: ausgestattet mit Pratt & Whitney Canada-PT6A-25C-Turbopropmotor und modernerer Avionik
- PZL-130TC III Orlik: ausgestattet mit einem Head-Up-Display und modernerer Avionik

## Technische Daten

Dreiseitenriss

| Kenngröße             | Daten PZL-130TC II Orlik                                 |
| --------------------- | -------------------------------------------------------- |
| Besatzung             | 2, Sitze hintereinander                                  |
| Länge                 | 9,30 m                                                   |
| Spannweite            | 10,00 m                                                  |
| Höhe                  | 3,53 m                                                   |
| Flügelfläche          | 14,56 m²                                                 |
| Antrieb               | ein Turboprop Pratt & Whitney Canada PT6A-25C mit 750 PS |
| Höchstgeschwindigkeit | 501 km/h                                                 |
| normale Reichweite    | 2200 km                                                  |
| max. Startmasse       | 2950 kg                                                  |